# Xanthomorda elegantissima
Xanthomorda elegantissima là một loài bọ cánh cứng trong họ Mordellidae. Loài này được Batten miêu tả khoa học năm 1990.